# Tereskova
Nagy Kriszta (Tereskova) (Szolnok, 1969/1972. január 24. –) festő, intermédia művész, alternatív énekesnő.

## Életpályája
1991-1998: Magyar Képzőművészeti Főiskola, festő szak, mesterei: Sváby Lajos, Szabados Árpád és Maurer Dóra. 1992-1994: Magyar Képzőművészeti Főiskola, intermédia szak. 1998-2000: Derkovits-ösztöndíj. ~ különböző médiumok (zene, fotó, videó, film, festészet) között ingázó művész. Először az 1989-ben alakult és az első űrhajósnőről elnevezett Tereskova (ez egyben előadói neve is) alternatív rockegyüttes énekeseként tűnt fel. A tudatos zenei amatőrséghez szókimondó, trágár szövegek járulnak, melyeket áthat a szabadságvágy és a humor. 1995-ben az U.F.O. című videófilm társrendezője, egyik főszereplője, a filmzene énekesnője. Képzőművészeti tevékenységének első darabja a 200000 Ft című fotósorozata, melyen Rubens Bundás Vénuszát megidézve, a kebleit felfedő XX. századi Vénusz hat fotón különféle mellvariációval látható. A következő munkája a Lövölde téri óriásplakát, amelyen a fehérnemű reklámot imitáló fotót a Kortárs festőművész vagyok felirat kiszakítja a szokványos látványkeretéből. Tereskova rajzai és leghagyományosabb olaj/vászon technikát alkalmazó festményei is sajátos expresszív világot jelenítenek meg, melyekben a szöveg és a kép egyaránt fontos. Gyerekes írással naplótöredékszerű mondatok kerülnek a gyerekrajzokhoz hasonló festményekre, rajzokra.

## Egyéni kiállításai
- 1998 Első retrospektív kiállításom. Gallery by Night, Stúdió Galéria, Budapest – Kortárs festőművész vagyok, Lövölde tér – Kortárs háziasszony vagyok, Collegium Hungaricum, Budapest
- 1999 festmények, Illárium Galéria, Budapest
- 2000 festmények, Pécsi Kisgaléria, Pécs
- 2001 x-T, Deák Erika Galéria, Budapest
- 2003 Egy fiktív szerelem titkos története, Deák Erika Galéria, Budapest
- 2004 Minta halál, Godot Galéria, Budapest
- 2005 Akció!, Godot Galéria, Budapest
- 2006 A múzeumok falára festek, nem a kanapéd fölé, Godot Galéria, Budapest
- 2007 Eddig, életmű-kiállítás, WAX Kultúrgyár, Budapest
- 2010 Ötvenhatok, Godot Galéria, Budapest
- 2023 Ez az életem vége, Tokaj ArtWine Galéria, Budapest

## Közgyűjteményekben őrzött művei
- 1999 Első Magyar Lárványtár: Kortárs festőművész vagyok
- 1999 Első Magyar Lárványtár: Az angyalt imádod
- 2000 Ludwig Múzeum, Budapest: Kortárs festőművész vagyok
- 2002 Hamburger Bahnhof, Berlin: Kortárs festőművész vagyok
- 2003 Kortárs Dunaújvárosi Intézet, Dunaújváros: 200000 Ft
- 2006 Antal – Lusztig Gyűjtemény, MODEM, Debrecen: Love Forever

## Érdekesség
Róla szól a Republic Tyereskova c. száma